# Димитър Нанов
Димитър Иванов Нанов е български художник живописец и портретист.

## Биография и творчество
Димитър Нанов е роден през 1910 г. в Енидже Вардар, Македония. През 1924 г. се преселва със семейството си в гр. Пловдив, където завършва средното си образование. Завършва Художествената академия през 1941 г., специалност „Живопис“. Негови непосредствени възпитатели в художественото творчество са професорите Никола Ганушев, Никола Маринов, Георги Митов. Творческият си път като художник Димитър Нанов продължава в гр. Пловдив, където е член на ръководството на Южнобългарските художници и на Съюза на българските художници. Един от най-изявените живописци за времето си, активен пловдивски художник-портретист, верен привърженик на реалистичното изкуство. Негови портрети, като тези на Димитър Благоев, Пол Робсън, Никола Вапцаров и др. се намират в галериите в Пловдив, Варна, Откупвателни комисии в София и Пловдив, в Общински съвети. Основна част от творчеството му — поръчкова портретна живопис, се намира в частни домове и колекции. Няколко портрета на момичета, издържани в ренесансов стил и изпълнени с класическа техника, са свидетелство за здрава академична школовка и творческо осмисляне на наследството на италианската живопис.
Димитър Нанов умира през 1958 г. в Москва, СССР.